# Dresserus elongatus
Dresserus elongatus är en spindelart som beskrevs av Albert Tullgren 1910. Dresserus elongatus ingår i släktet Dresserus och familjen sammetsspindlar. Inga underarter finns listade i Catalogue of Life.